# Torneo di qualificazione europeo al World Grand Prix 2008
Il torneo di qualificazione europeo al World Grand Prix 2008 si è svolto da 3 al 9 settembre 2007 ad Ankara, in Turchia. Alla competizione hanno partecipato 7 squadre nazionali europee e le prime tre classificate si sono qualificate al World Grand Prix 2008.

## Squadre partecipanti
- Azerbaigian
- Bulgaria
- Germania
- Italia
- Russia
- Serbia
- Turchia

## Podio

### Campione
Formazione: 1 Maren Brinker, 2 Kathleen Weiß, 4 Kerstin Tzscherlich, 7 Heike Beier, 8 Cornelia Dumler, 9 Mareen Apitz, 11 Christiane Fürst, 13 Atika Bouagaa, 14 Kathy Radzuweit, 15 Angelina Grün, 16 Margareta Kozuch, 18 Corina Ssuschke, CT: Giovanni Guidetti

### Secondo posto
Formazione: 1 Bahar Mert, 2 Gülden Kayalar, 5 Aysun Özbek, 6 Gökçen Denkel, 9 Deniz Hakyemez, 10 Gözde Kırdar, 11 Pelin Çelik, 12 Esra Gümüş, 13 Neriman Özsoy, 14 Eda Erdem, 15 Çiğdem Can, 17 Neslihan Demir, CT: Alessandro Chiappini

### Terzo posto
Formazione: 2 Valentina Arrighetti, 3 Paola Croce, 5 Sara Anzanello, 6 Valentina Fiorin, 7 Martina Guiggi, 8 Greta Cicolari, 9 Manuela Secolo, 10 Stefania Dall'Igna, 11 Serena Ortolani, 13 Francesca Ferretti, 15 Antonella Del Core, 17 Paola Cardullo, CT: Marco Bracci

## Classifica finale
| Classifica | Squadre     | Qualificazione        |
| ---------- | ----------- | --------------------- |
|            | Germania    | World Grand Prix 2008 |
|            | Turchia     | World Grand Prix 2008 |
|            | Italia      | World Grand Prix 2008 |
| 4          | Serbia      |                       |
| 5          | Russia      |                       |
| 6          | Bulgaria    |                       |
| 7          | Azerbaigian |                       |